# Mas-Grenier
Mas-Grenier település Franciaországban, Tarn-et-Garonne megyében. Lakosainak száma 1303 fő (2022. január 1.). Mas-Grenier Bourret, Finhan, Monbéqui, Montech, Saint-Sardos és Verdun-sur-Garonne községekkel határos.

## Népesség
A település népessége az elmúlt években az alábbi módon változott:
| Lakosok száma | 1318 | 1351 | 1356 | 1322 | 1332 | 1342 | 1344 | 1324 | 1303 |
|               | 2013 | 2015 | 2016 | 2017 | 2018 | 2019 | 2020 | 2021 | 2022 |